# Buick Century
Pour les articles homonymes, voir Century.
La Buick Century est une automobile produite par Buick de 1936 à 2005.

## Première génération (1936-1942)
Ce nom est apparu la première fois en 1936 sur un modèle basé sur la carrosserie des petites Buick Special (GM B-body (en)) mais avec la motorisation des gros modèles Buick Roadmaster : un 8 cylindres en ligne à soupapes en tête de 5 244 cm3. Le modèle était restylé chaque année.
Le nom de ce modèle était dû à sa vitesse de pointe de 100 mph (161 km/h), ce qui était considéré comme rapide à l'époque, leur donnant le surnom de « banker's hot rod ».
En 1940, Buick créera la Super reposant sur le principe exactement inverse, combinant la carrosserie plus lourde et large des Roadmaster (GM C-body (en)) avec le moteur des Buick Special d'entrée de gamme.

### 1936
Première version dont la caisse, bien que plus aérodynamique que les Buick 1934-1935, garde encore un aspect vertical et carré contrebalancé par une calandre, des contours de fenêtres et de nouvelles ailes arrondies. Les coupés de 1936 n'avaient qu'une fenêtre par face latérale.

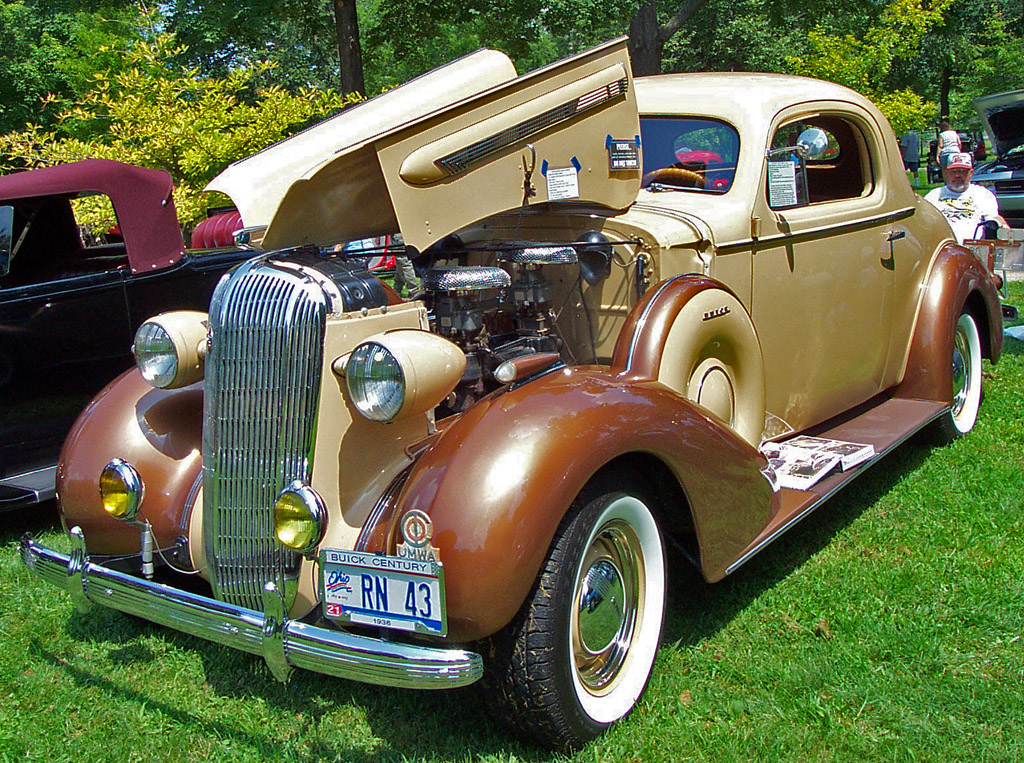
Coupé Century de 1936.
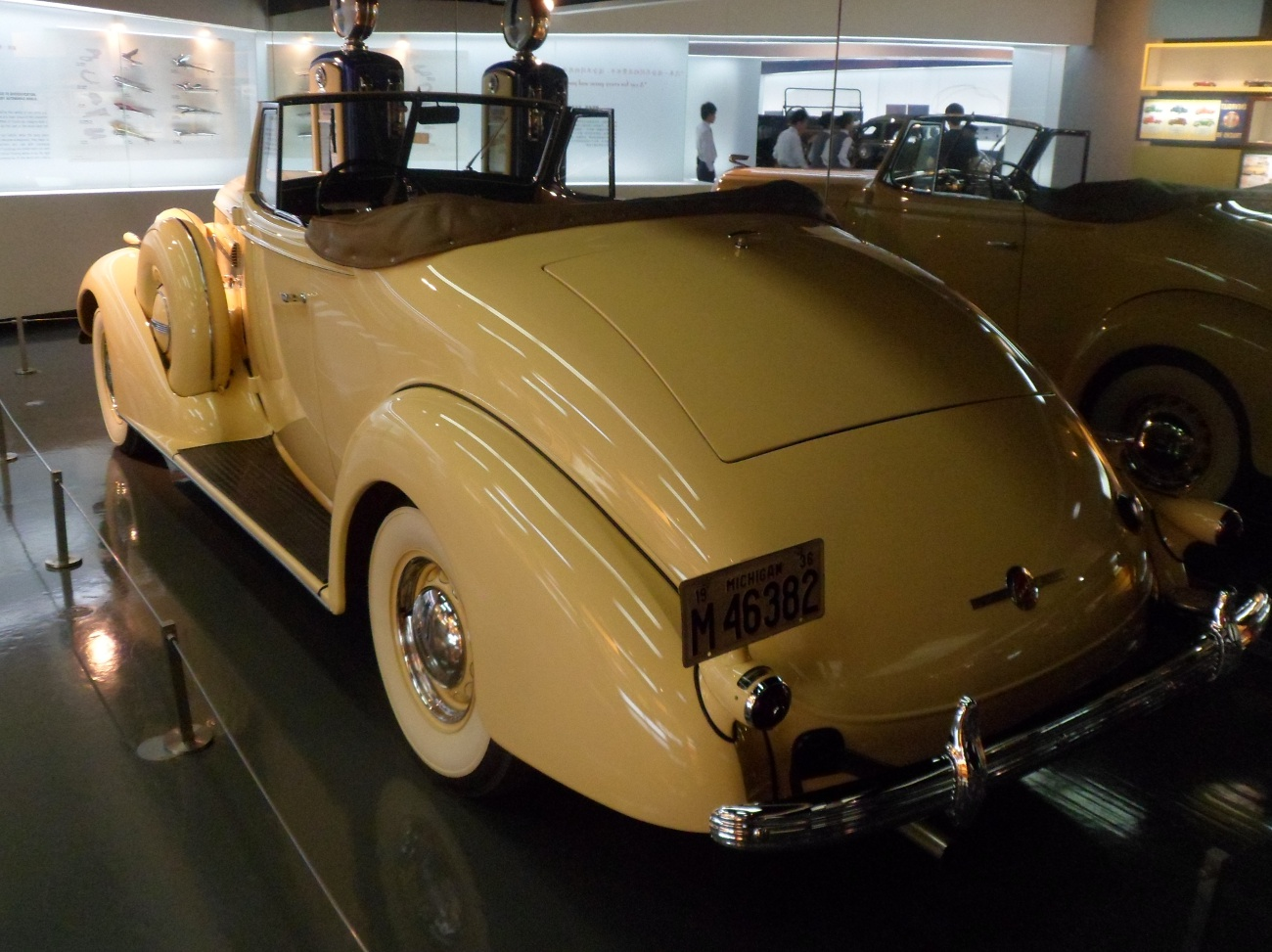
Cabriolet, avec siège de coffre replié.

### 1937-1938
Nouvelle carrosserie tout-acier s'élargissant vers la base (turret top). Les deux années diffèrent surtout par une calandre légèrement altérée.

### 1939-1940
L'année 1939 introduit de nouvelles carrosseries dans toute la gamme Buick (sauf les Limited) aux montants plus étroits et inclinés à l'arrière. Calandre en chute d'eau pour les modèles 1939 et grille à barres horizontales l'année suivante.

### 1941-1942
En 1941, les Buick avaient droit à un nouveau système de carburation qui utilisait deux carburateurs - le second s'activant à partir de 50 miles par heure (80 km/h) - mais qui ressemblait aux carburateurs quadruples apparus dans les années 1960. Les Special et Century gagnent une nouvelle carrosserie à l'arrière Fastback et un aspect plus large ; moins que les Super et Roadmaster qui sont désormais seuls à proposer des cabriolets.
Introduit en octobre de l'année précédente comme le veut la coutume, les modèles 1942 sont les premiers à arborer la fameuse calandre Buick à dents. En février 1942, la production automobile aux États-Unis est interrompue à cause de la Seconde Guerre mondiale et en 1946, lorsque les fabricants reprirent la production d'automobiles, le modèle Century ne fut pas reconduit.

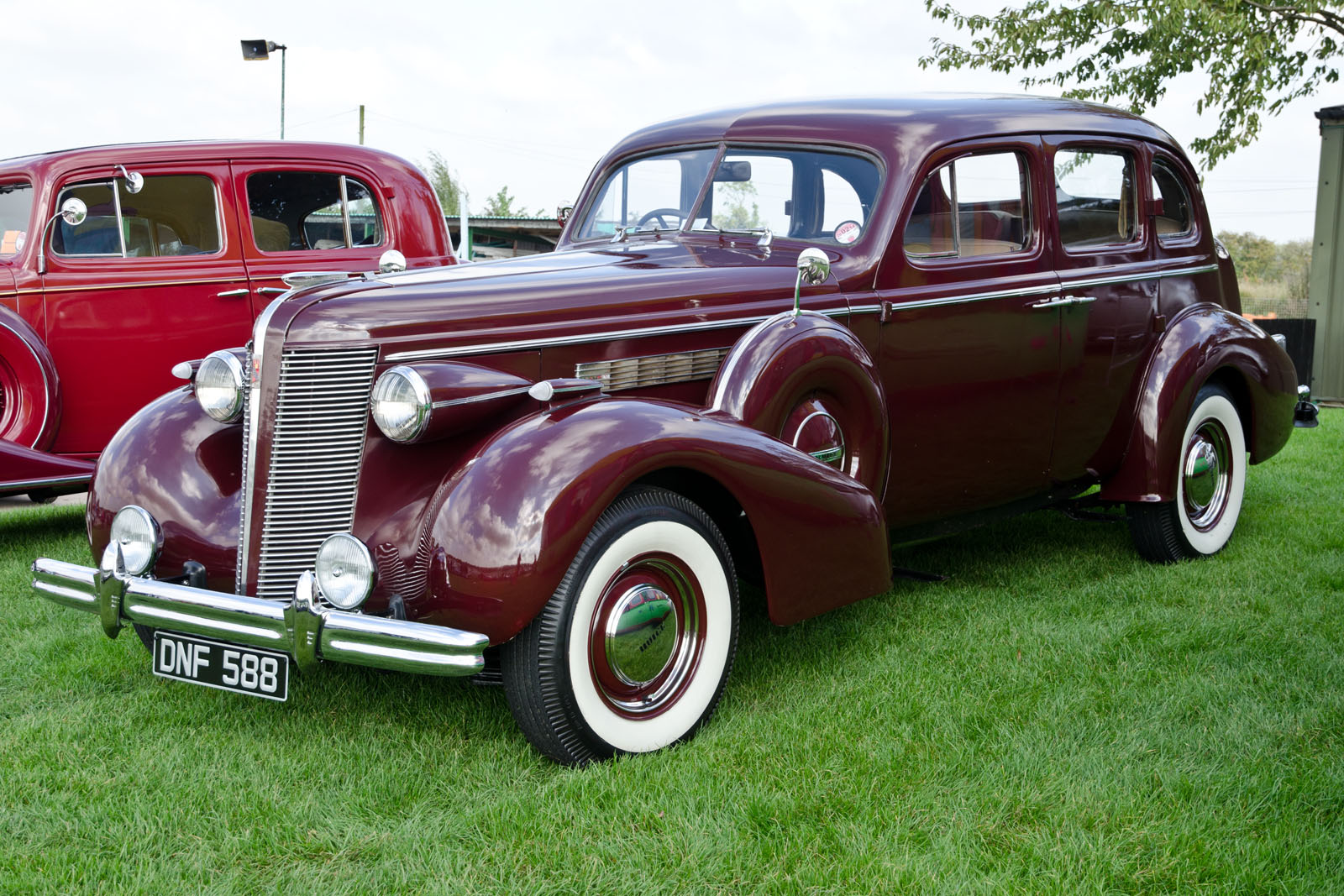
Berline 4 portes (1937).
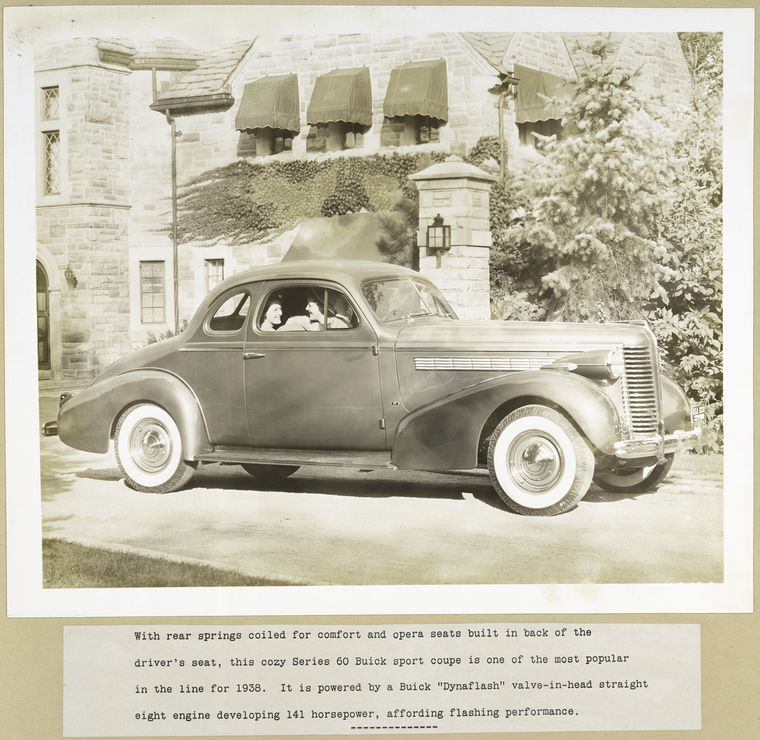
Coupé de 1938, avec la nouvelle carrosserie.
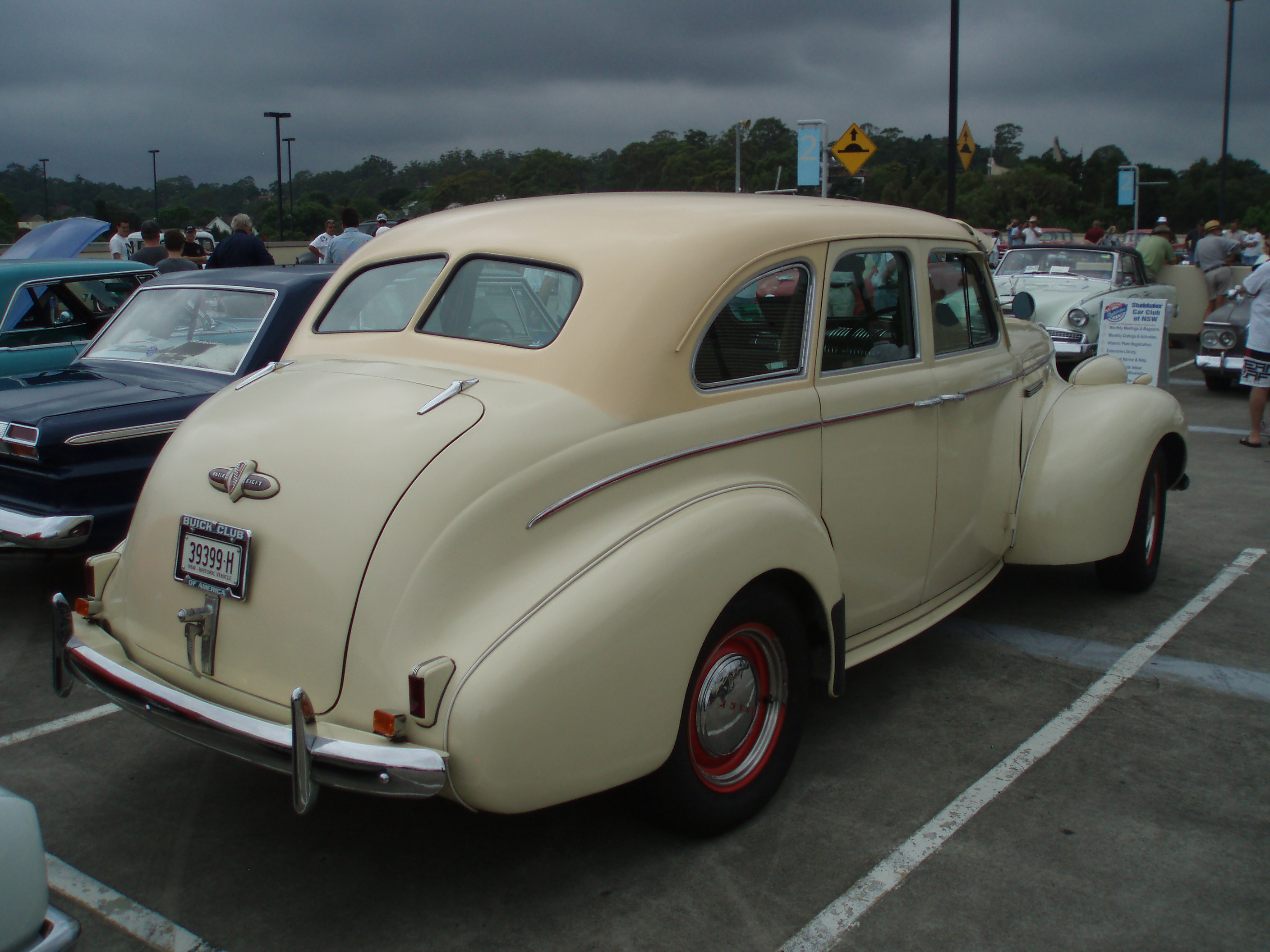
Modèle 1939.
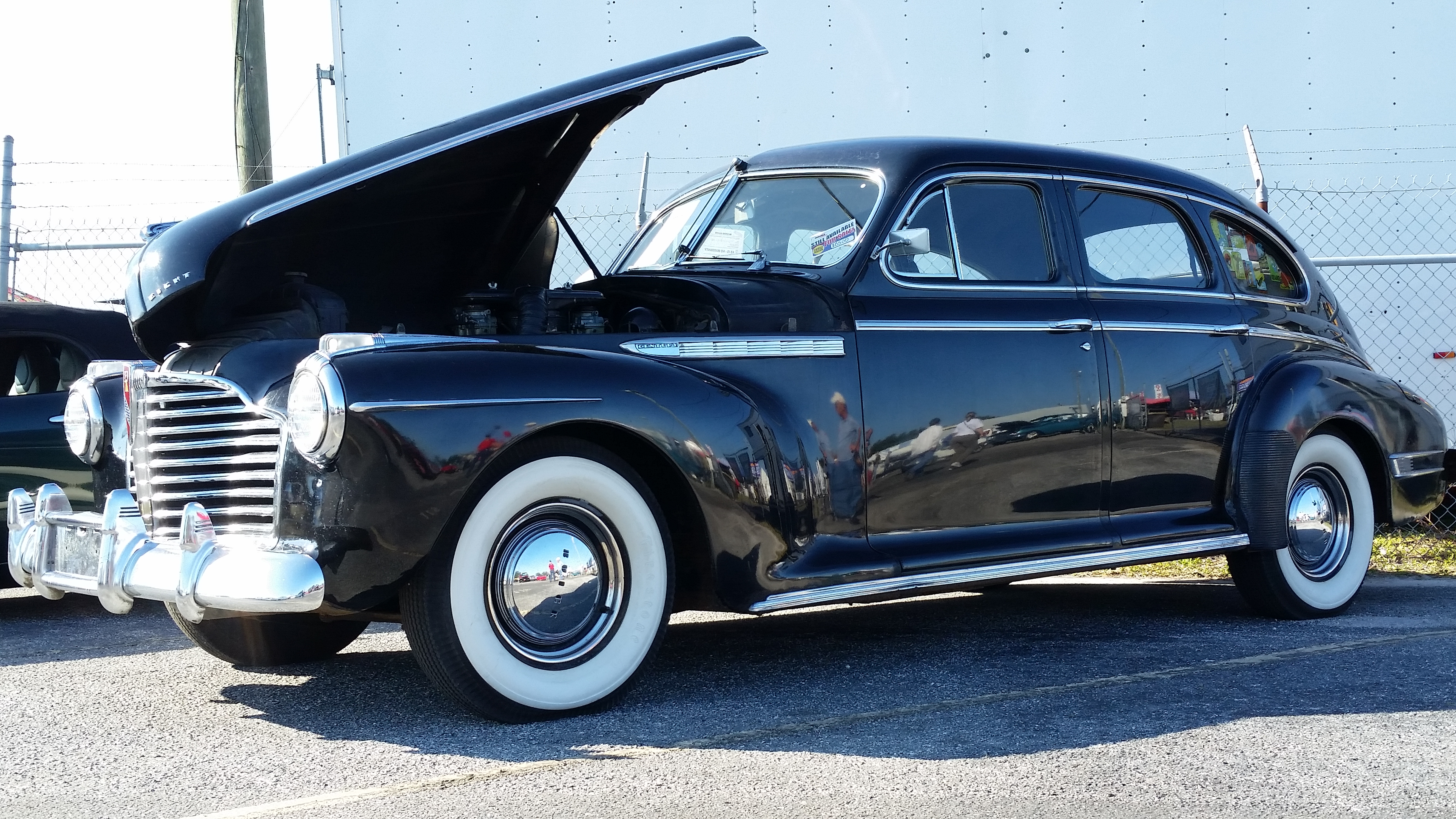
Berline de 1941 à carrosserie Fastback.
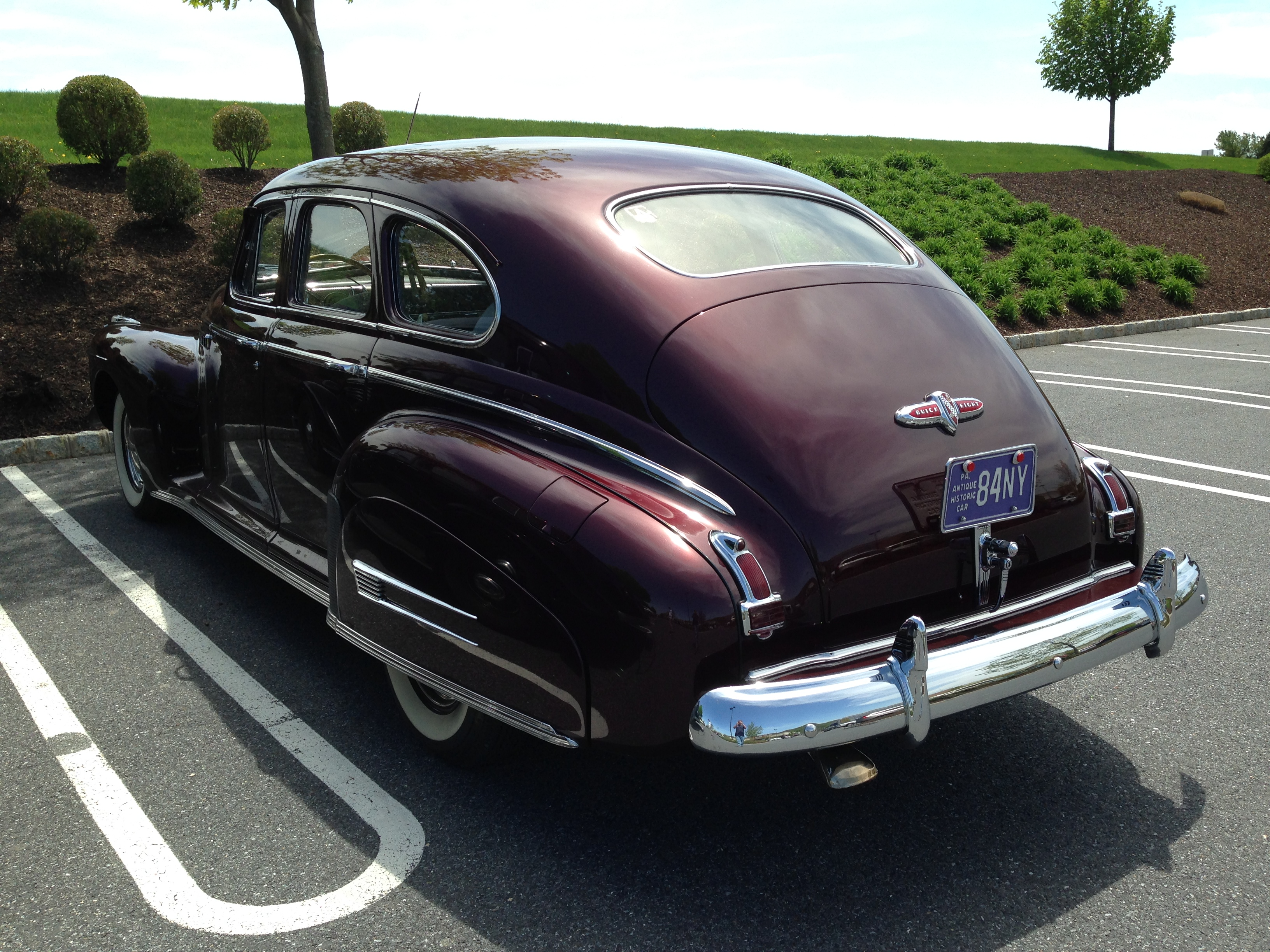
Vue arrière du modèle 1941.

## Seconde génération (1954-1958)

### 1954-1956
En 1954, le modèle Century est réintroduit, occupant toujours la même place dans la gamme Buick. Toujours monté sur la carrosserie du modèle Special, le modèle Century utilise maintenant le V8 à soupapes en tête de la Buick Roadmaster, soit un V8 322 pouces cubes à carburateur quatre corps d'une puissance de 200 chevaux. En 1955, le modèle Century est une des premières voitures (avec le modèle Buick Special et les Oldsmobile 88) à avoir un modèle 4 portes hardtop sans montants. Un style de carrosserie qui demeura populaire aux États-Unis jusqu'aux années soixante-dix. Le moteur garde la même cylindrée que l'année précédente mais la puissance est maintenant de 236 chevaux.
En dehors de la berline hardtop Riviera, apparue en 1955, les Buick Century sont disponibles en version berline 4 portes ordinaire (absente en 1956), coupé hardtop Riviera et cabriolet 2 portes ainsi qu'un break 4 portes.
Constituant un modèle sportif légèrement moins cher que les Buick Super, plus cossues mais moins puissantes, les nouvelles Century représenteront de 18 à 20% du total des Buick produites, dépassant d'emblée le nombre des Roadmaster et même, en 1955-56, les Buick Super,,.

### 1957-1958
En 1957, le moteur Buick surnommé « nailhead » est grossi à 364 pouces cubes et 300 chevaux. Les Buick sont complètement redessinées et adoptent le châssis "X" qui sera étendu aux Chevrolets et Pontiac l'année suivante.
En 1957 et 1958, une version break sans montants centraux est produite, sous l'appellation Buick Caballero.
Après trois années exceptionnelles : 1954 à 1956, synonymes de succès pour la marque Buick qui s'était hissée en troisième position des ventes aux États-Unis derrière Chevrolet et Ford, 1957 et surtout 1958 ne verront que de piètres ventes ; les Century repassant derrière les Buick Super et la part des moins coûteuses Buick Special s'accroissant,.
En 1959, le modèle Century est remplacé par le modèle Buick Invicta, puis plus tard Buick Wildcat et Buick Centurion.

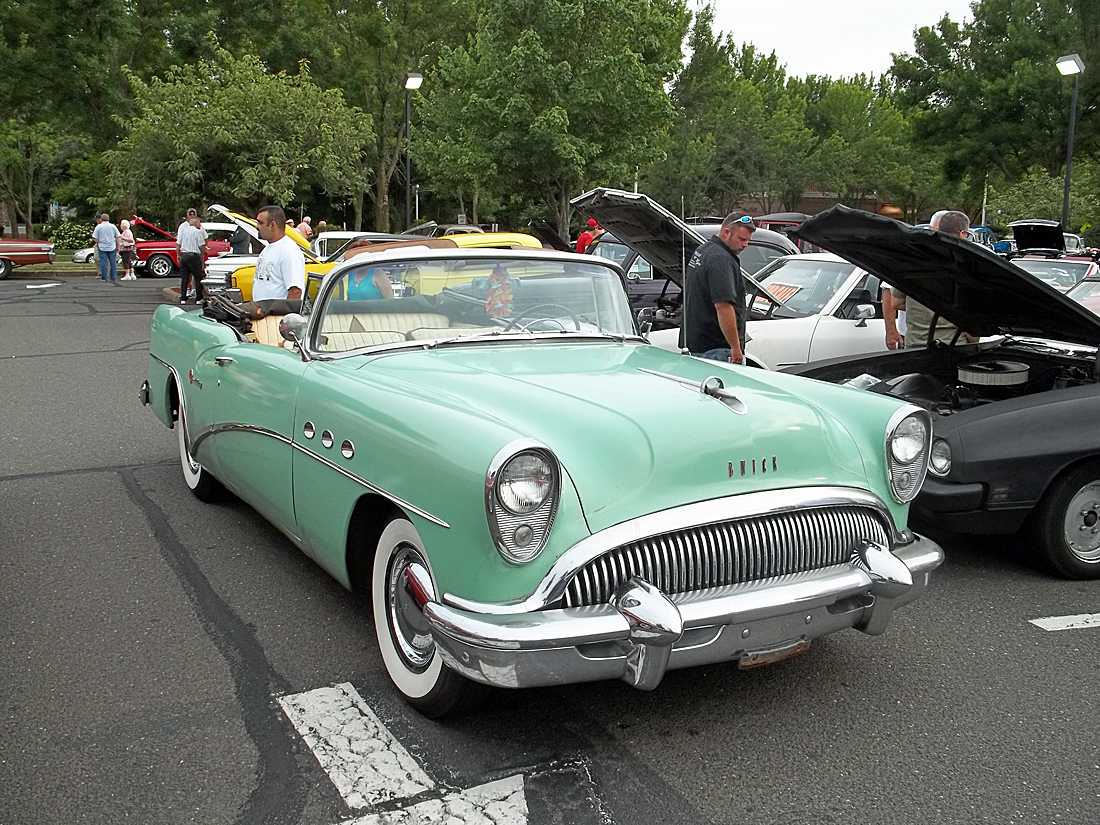
Cabriolet de 1954.
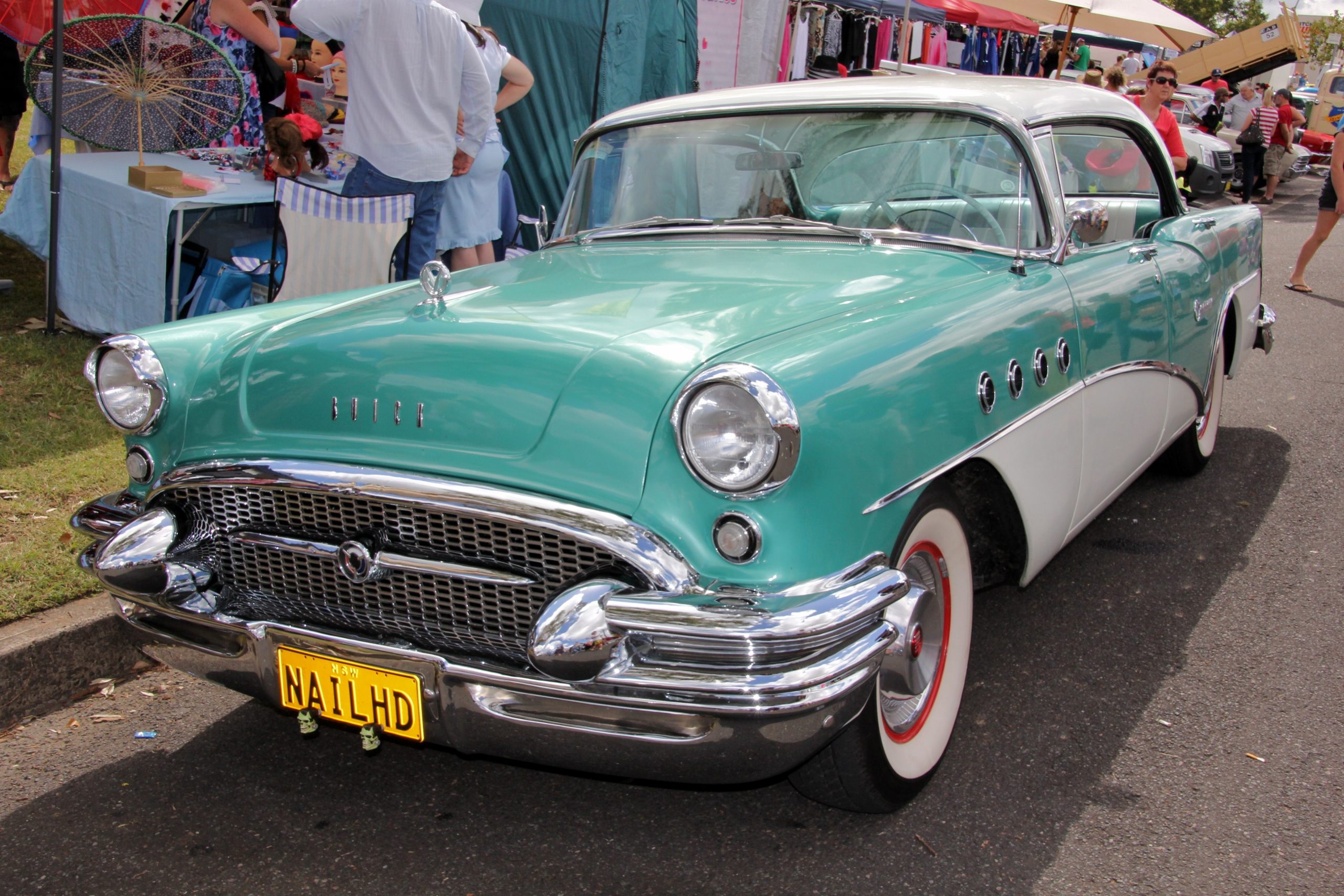
Berline 4 portes Riviera de 1955.
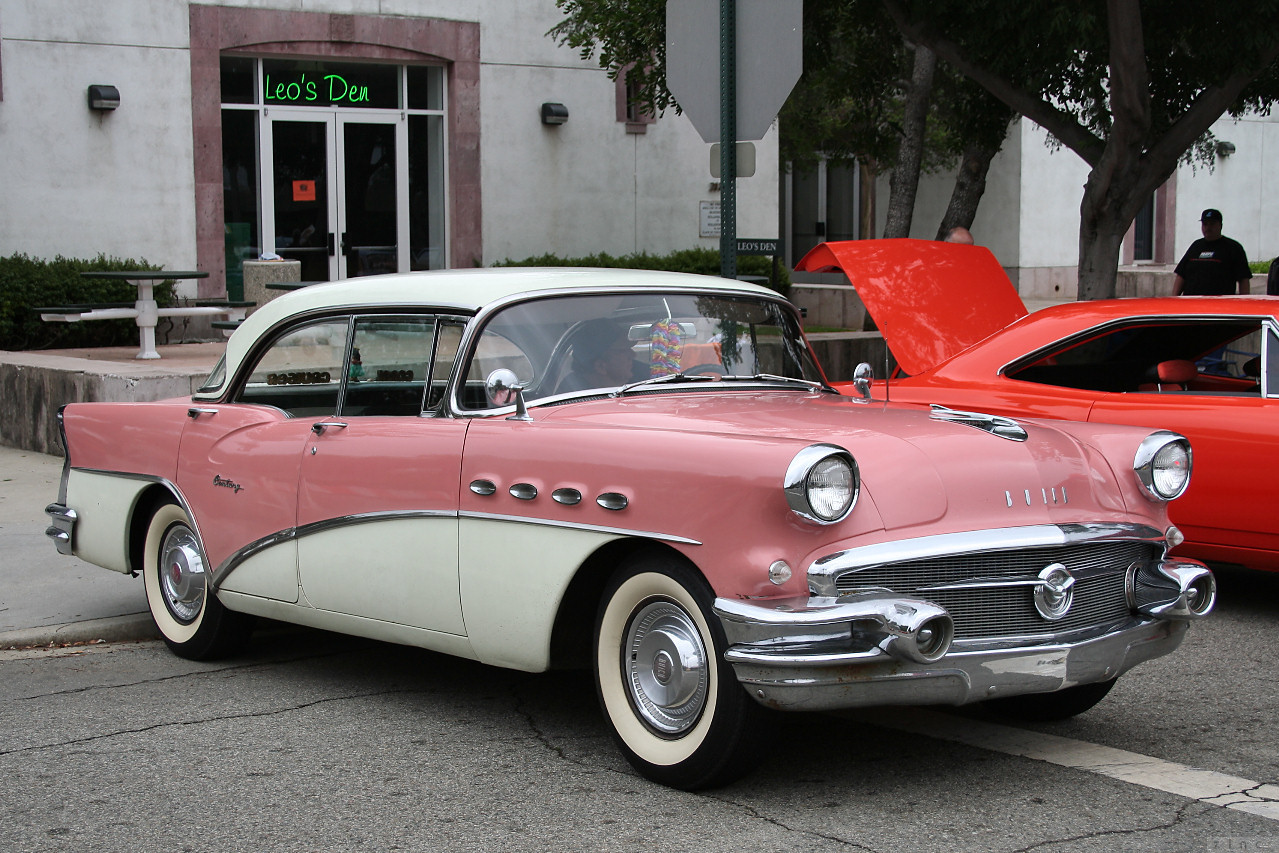
Version de 1956.

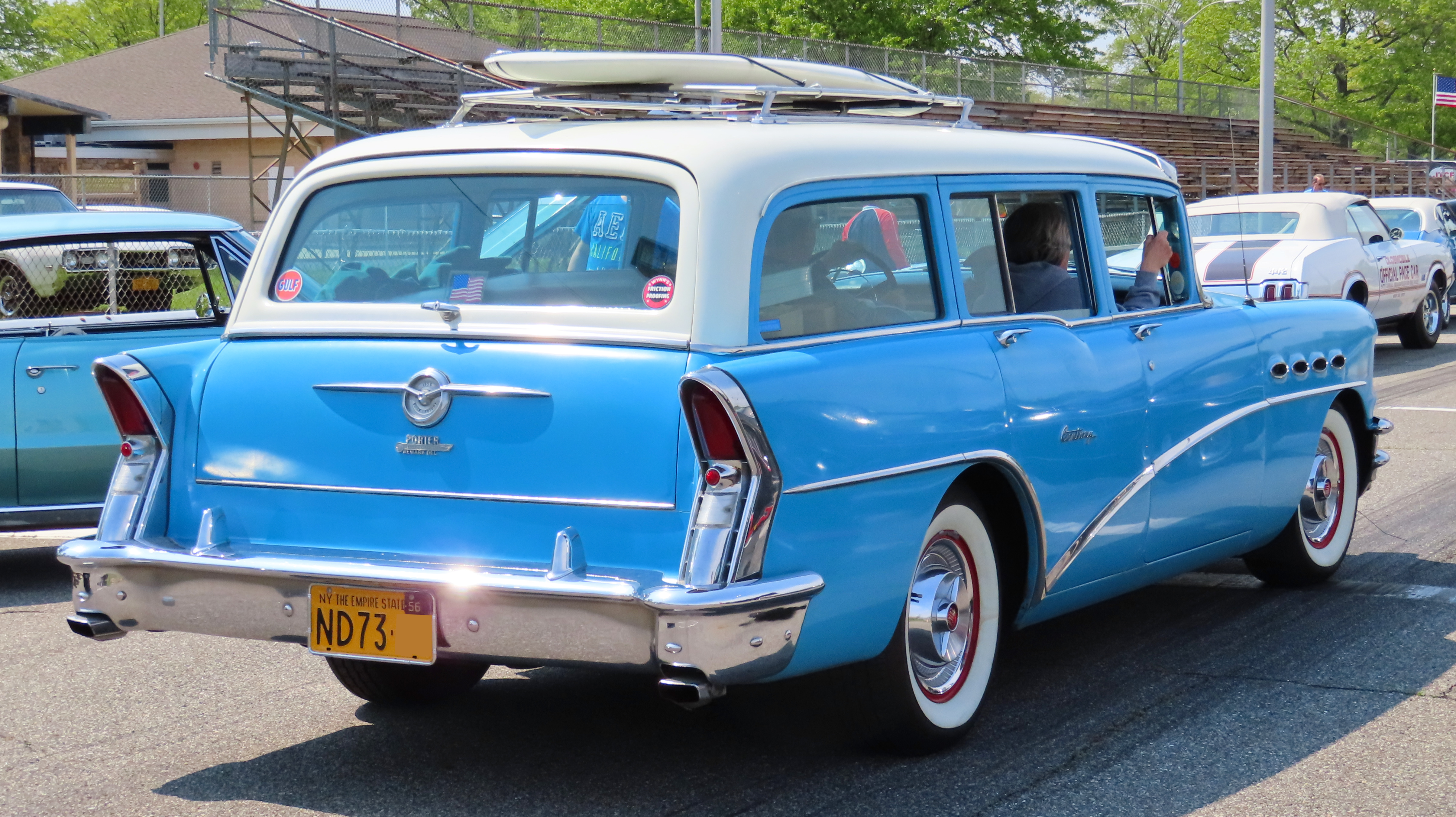
Break de 1956.
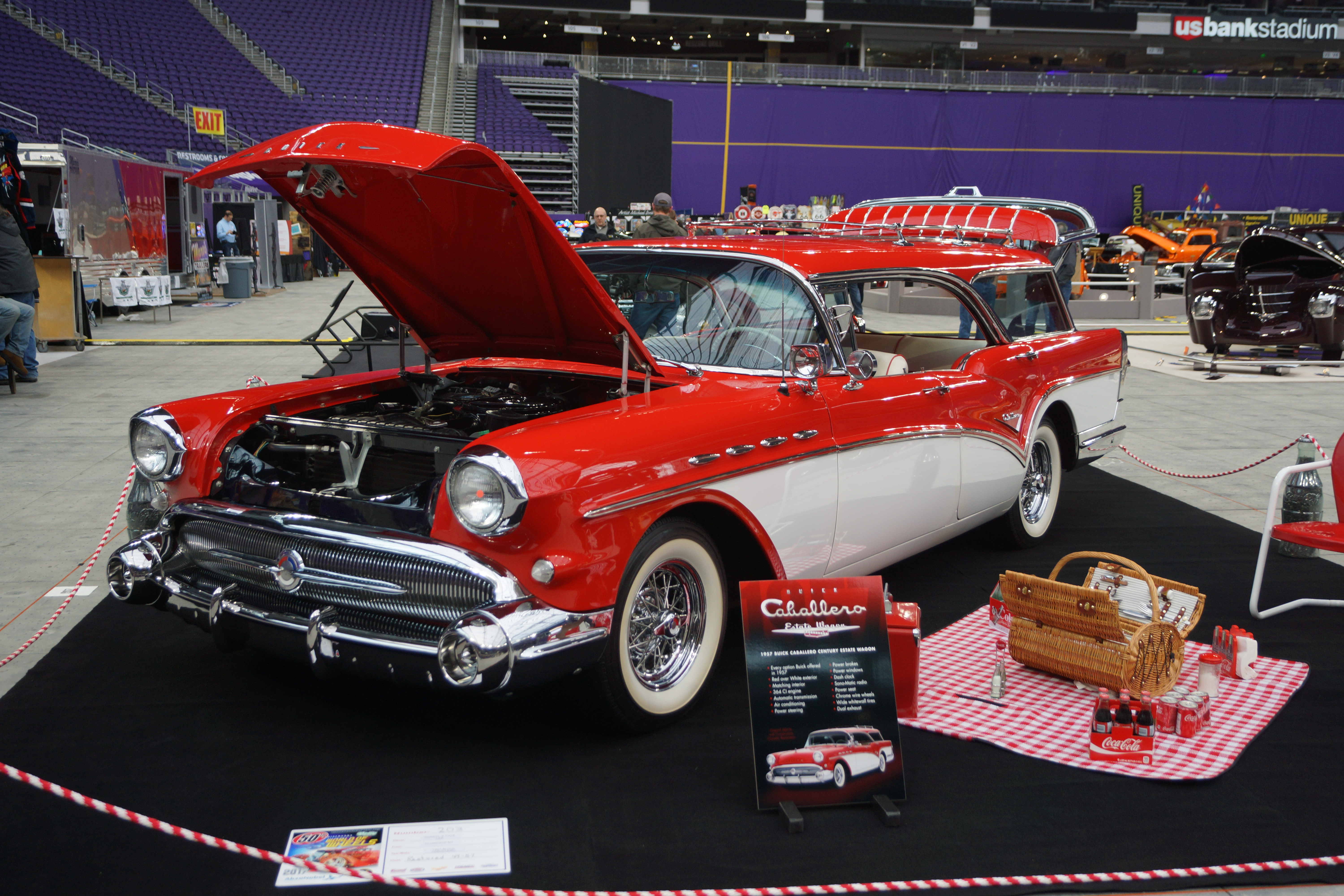
Break Caballero de 1957.
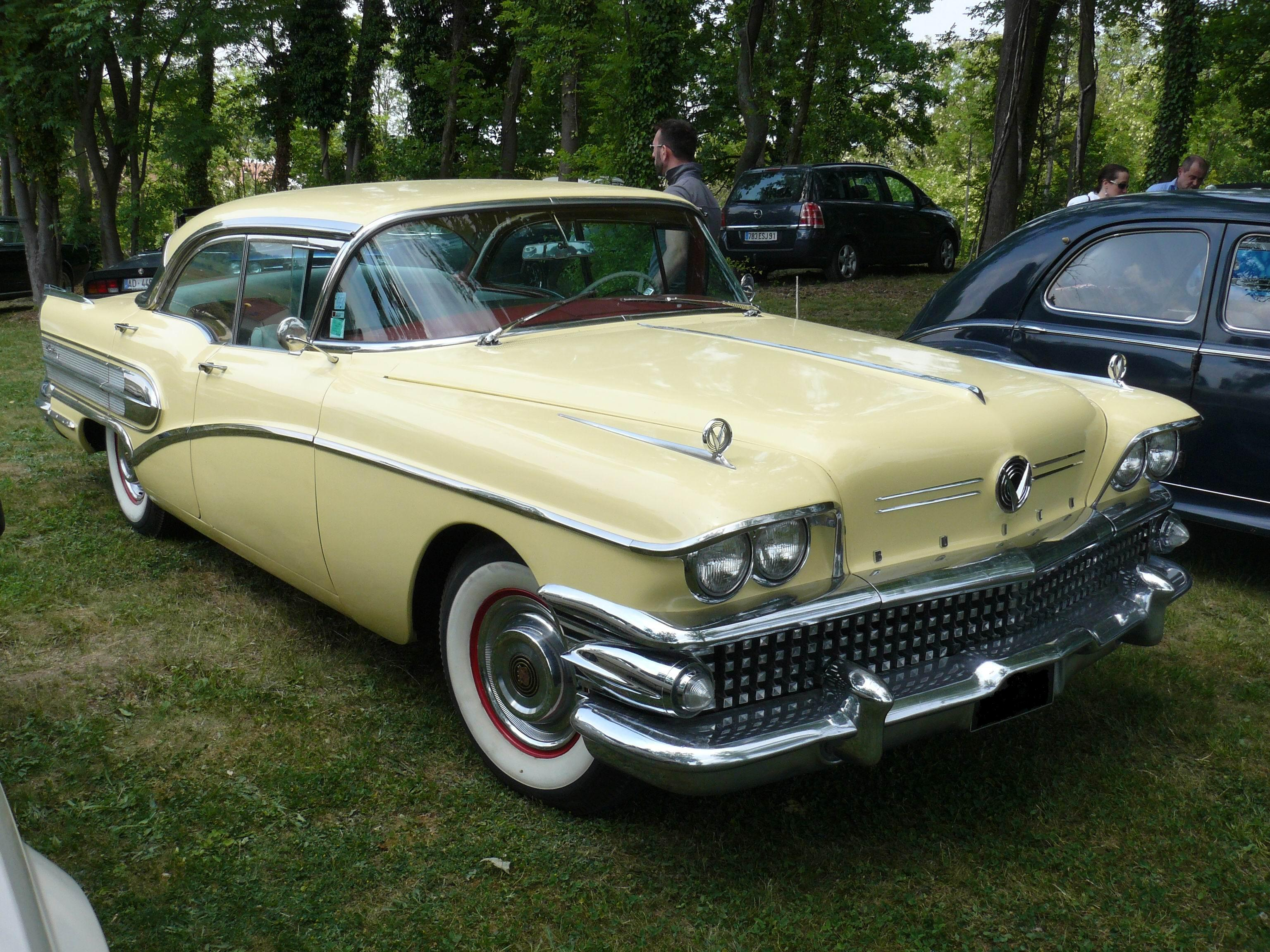
Une berline Buick Century de 1958.

## 1969
Le nom a été repris sur un modèle en 1969, la Buick Century Cruiser.

## Troisième génération (1972-1977)

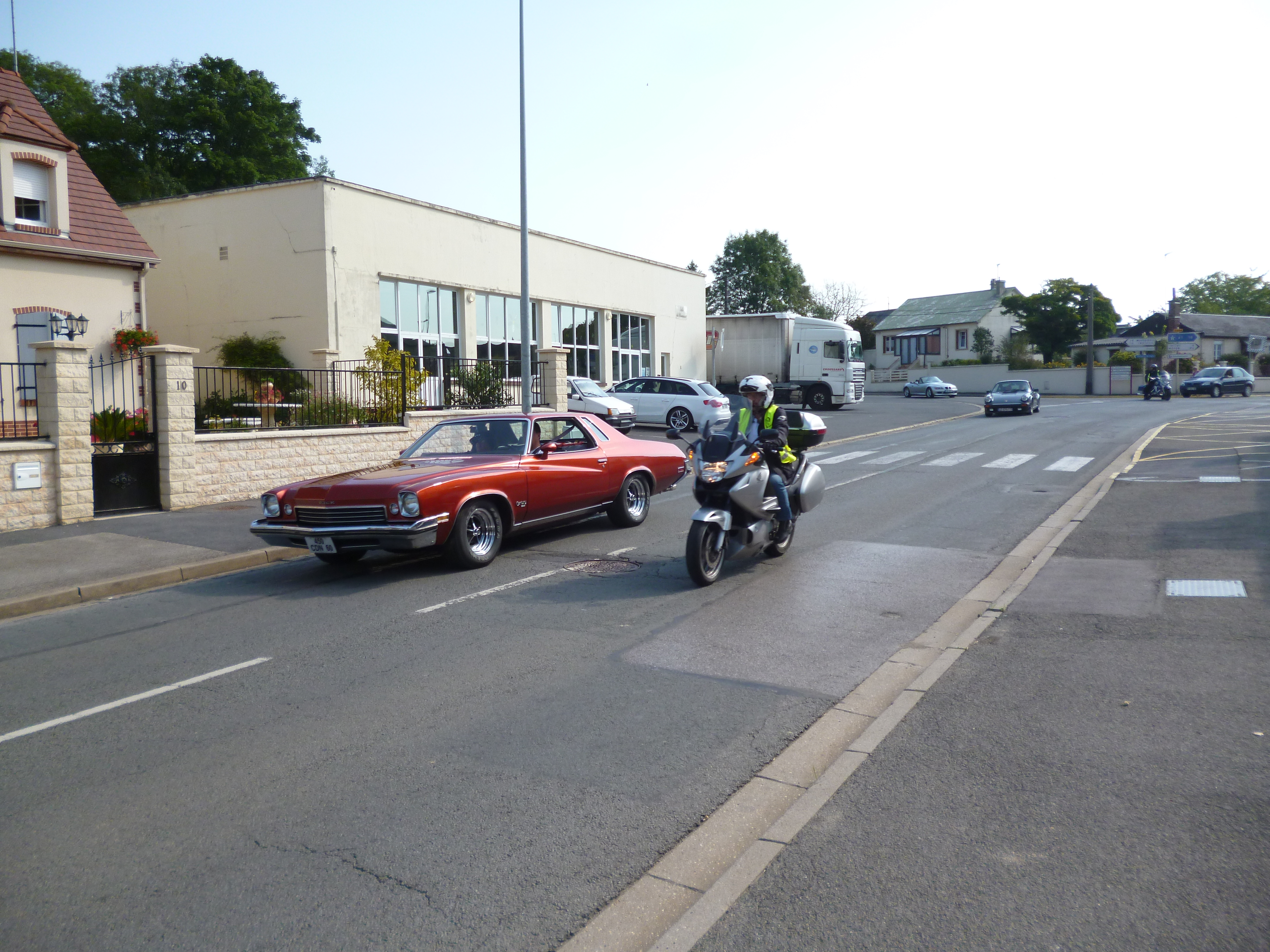
Une Buick Century coupée, lors d'un défilé à Maignelay-Montigny, le 30 août 2015.

En 1973, le nom Century est réapparu dans la gamme Buick mais sur une nouvelle voiture intermédiaire plus petite qui remplaçait la Buick Skylark alors que le modèle Buick Centurion était l'équivalent du Century des années cinquante.

## Quatrième génération (1978-1981)
En 1978, ce modèle est devenu plus petit.

## Cinquième génération (1982-1996)
En 1982, la cinquième génération de la Century devenait une traction.

## Sixième génération (1996-2005)
La dernière génération de ce modèle date de 1996. Le 17 décembre 1998, le premier exemplaire chinois de la Century sort de l'usine.
En 2005, elle est remplacée par la Buick LaCrosse.